# Regina Luca
Regina Luca, geb. Murtasina (* 15. Oktober 1988 in der Kirgisischen SSR, Sowjetunion) ist eine kirgisisch-deutsche Tänzerin in den Sparten Standard- und Lateinamerikanische Tänze.

## Leben
Die Tochter eines Tänzerehepaares interessiert sich seit dem vierten Lebensjahr für den Tanzsport, mit fünf Jahren beteiligte sie sich zum ersten Mal an einem Wettbewerb. Im Oktober 2000 übersiedelte sie nach Deutschland. Nach einigen Umzügen lebt sie heute in Pforzheim. Seit 2011 betreibt sie – später zusammen mit ihrem Ehemann – in Karlsruhe die eigene Tanzschule Magic Dance. Außerdem arbeitet sie als Wertungsrichterin.
Regina Murtasina wurde als Tanzpartnerin des Schauspielers Thomas Drechsel in der 2015 ausgestrahlten achten Staffel der RTL-Show Let’s Dance einem breiten Publikum bekannt. Das Paar belegte den fünften Platz. Ein Jahr später schied sie mit dem Fußballtrainer Thomas Häßler nach der fünften Runde aus. 2018 tanzte sie mit Thomas Hermanns, 2019 mit Kerstin Ott und 2020 mit John Kelly.
Regina Luca bei Let’s Dance
| Staffel (Jahr) | Partner         | Platzierung                 |
| -------------- | --------------- | --------------------------- |
| 08 (2015)      | Thomas Drechsel | 05.                         |
| 09 (2016)      | Thomas Häßler   | 10.                         |
| 11 (2018)      | Thomas Hermanns | 06.                         |
| 12 (2019)      | Kerstin Ott     | 10.                         |
| 13 (2020)      | John Kelly      | 11. (freiwilliger Ausstieg) |

## Erfolge
- 6-fache Landesmeisterin in Mecklenburg-Vorpommern in Standard und Latein.
- Norddeutsche Meisterin
- Finalistin der Landesmeisterschaft in Nordrhein-Westfalen
- Platz 13 auf der Deutschen Meisterschaft
- Finalistin und Semifinalistin der IDSF Internationalen Open in: Bosnien und Herzegowina, Belgien, Polen, Portugal, Spanien, Österreich, Norwegen, Niederlande, Ungarn und Frankreich.[2]

## Privates
Sie ist seit 2015 mit dem Tänzer Sergiu Luca verheiratet. Das Paar hat zwei Söhne (* 2017, * 2023).